# شبكة (متعدد وجوه)

شبكة متعدد أوجه له 12 وجه.

في الهندسة الرياضية، شبكة متعدد الأوجه هي ترتيب المضلعات التي تتشترك بضلع في المستوي بحيث عندما تطوى هذه الشبكة على طول أضلاعها نحصل على متعدد الأوجه الأصلي.
تساعد شبكات متعددات الأوجه على دراسة متعددات الأوجه في الهندسة الفراغية عمومًا، وتساعد على إنشاء متعددات الأوجه من مواد على شكل شرائح رقيقة مثل مادة الكرتون.

## البسط
عملية البسط (unfolding) في الهندسة الوصفية تعني إمكانية بسط (أو فرد) سطح مجسم ما بحيث يصبح شكلاً مستوياً، دون فصل أو تشويه (انظر الشكل المرسوم في الأسفل).

عملية بسط سطح مخروطي, في هذة الحالة الدائرة المبينة في الصور تمثل عملية بسط سطح المخروط اربع مرات متتاليات

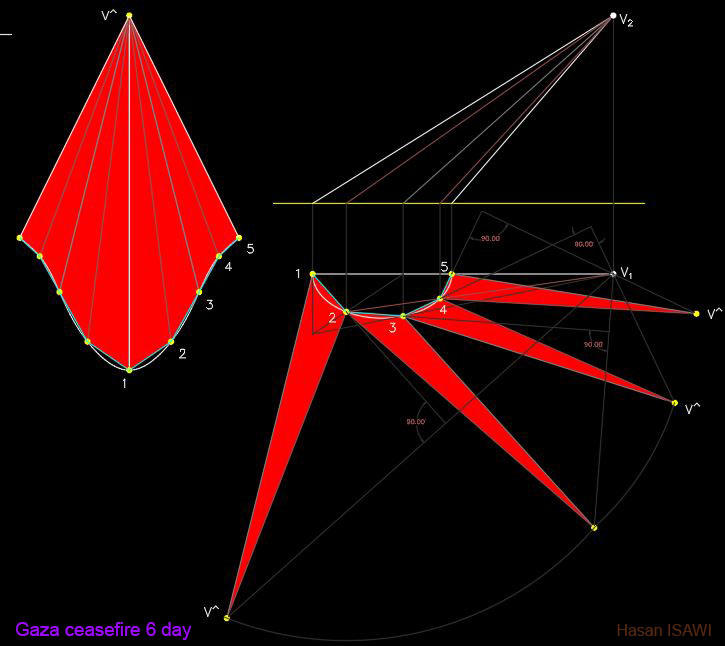
عملية تقريبية لبسط (Unfolding ) مخروط اهليجي
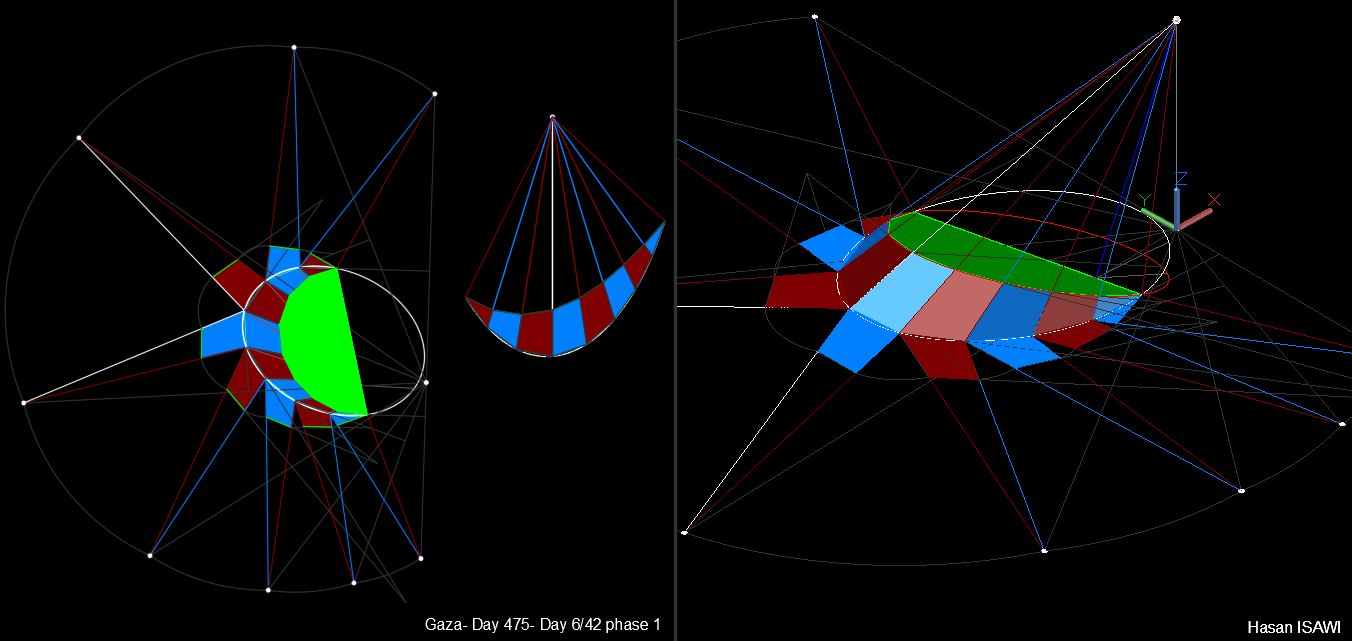
عملية بسط اسفين عرضي لمخروط اهليجي في وضع عام